# Karl von Braun

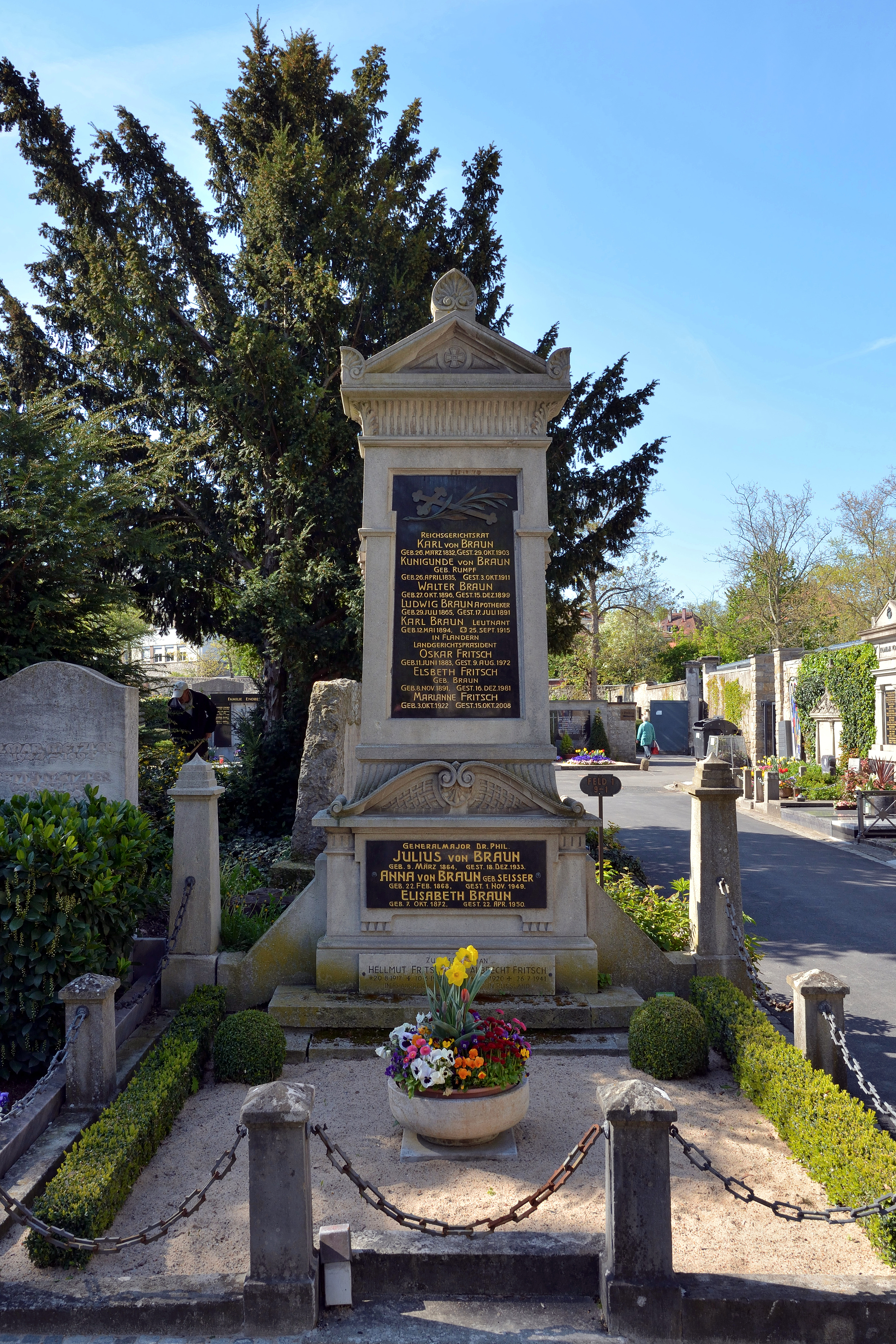
Grab in Würzburg

Karl Ludwig August Braun, später Ritter von Braun, (* 26. März 1832 in Bad Orb; † 29. Oktober 1903 in Leipzig) war ein deutscher Reichsgerichtsrat.

## Leben
Braun wurde 1832 im damals bayerischen Orb geboren. Nach dem Abitur in Würzburg 1850 studierte er an der Julius-Maximilians-Universität Würzburg und der Ludwig-Maximilians-Universität München Rechts- und Kameralwissenschaft. In Würzburg wurde er 1851 Mitglied des Corps Moenania Würzburg. Er wurde 1854 auf den Landesherrn Maximilian II. Joseph vereidigt. Ab 1860 praktizierte er als Akzessist am Appellationsgericht für Unterfranken und Aschaffenburg in Aschaffenburg. 1862 wurde er zum Substituten des Staatsanwalts beim Bezirksgericht Würzburg befördert. 1864 wurde er II. Staatsanwalt am Bezirksgericht in Aichach. Im April 1870 wurde er Rat am Bezirksgericht in Kronach. 1874 ernannte man ihn zum I. Staatsanwalt in Memmingen. 1879 versetzte man ihn zum Landgericht Würzburg. 1884 zum Oberlandesgerichtsrat in Bamberg. Zum Neujahrstag 1892 kam er an das Reichsgericht. Er war im I. Strafsenat tätig. In einer Entscheidung der Vereinigten Strafsenate überzeugte er mit seiner Meinung gegen die übrigen Berichterstatter. Nach dreijähriger Krankheit verstarb er im Amt. Beigesetzt wurde von Braun auf dem Hauptfriedhof Würzburg.

## Ehrungen
- Verdienstorden vom Heiligen Michael, Ritterkreuz I. Klasse (1879)
- Roter Adlerorden II. Klasse mit Eichenlaub
- Ritter des Verdienstordens der Bayerischen Krone. Mit der Verleihung war die Erhebung in den persönlichen Adelstand verbunden. Fortan durfte Braun sich nach der Eintragung in die Adelsmatrikel Ritter von Braun nennen.

## Familie
Sein Vater war später Gerichtsarzt in Kitzingen. Der Katholik Braun, der botanisch interessiert war, heiratete in der Zeit als Staatsanwaltssubstitut in Würzburg eine Tochter von Ludwig Rumpf, der Mineralogie an der hiesigen Universität lehrte. Die beiden hatten zwei Töchter und einen Sohn.

## Schriften
- Negativer Kompetenzkonflikt im Sinne des § 19 der StPO. In: Dr. J. A. Seuffert's Blätter für Rechtsanwendung/N.F. Bd. 66 (1901), S. 221, ISSN 1866-0746.